# Мішель Барньє
Мішель Барньє (фр. Michel Barnier; нар. 9 січня 1951) — французький державний і громадсько-політичний діяч, дипломат, прем'єр-міністр Франції з 9 вересня по 13 грудня 2024 року. Голліст.

## Біографія
Мішель Барньє народився 9 січня 1951 року в Ла Тронш, Франція. Закінчив вищу комерційну школу (HEC) в Парижі.
З 1978 по 1993 — обирався депутатом в Палату депутатів парламенту Франції. У 1992 — брав участь в організації Зимових Олімпійських Ігор в Альбервіллі. З 1993 по 1995 — міністр охорони навколишнього середовища Франції в кабінеті Едуара Балладюра.
З 1995 по 1997 — державний секретар з європейських справ в кабінеті Ален Жюппе. З 1999 по 2004 — європейський комісар з регіональної політики. З 2004 по 2005 — міністр закордонних справ Франції в кабінеті Жан-П'єр Раффарен.
З 2006 — віце-голова Європейської народної партії (EPP). З 2007 по 2009 — міністр сільського господарства Франції. З 2009 — депутат Європейського парламенту.
З 2010 по 2014  — єврокомісар з питань внутрішньої торгівлі у другій комісії Баррозу.
5 вересня 2024 президент Франції Емманюель Макрон призначив Барньє прем'єр-міністром Франції й попросив його сформувати об'єднаний уряд.
6 грудня прем'єр-міністр Барньє подав президенту Емманюелю Макрону прохання про відставку.

## Нагороди
- Кавалер Ордена Почесного легіону.